# Фокшеней
Фокшеней (рум. Focșănei) — село у повіті Бузеу в Румунії. Входить до складу комуни Ваду-Пашій.
Село розташоване на відстані 102 км на північний схід від Бухареста, 4 км на північний схід від Бузеу, 95 км на захід від Галаца, 111 км на південний схід від Брашова.

## Населення
За даними перепису населення 2002 року у селі проживали 720 осіб, усі — румуни. Усі жителі села рідною мовою назвали румунську.